# Gunungiella polyspinosa
Gunungiella polyspinosa är en nattsländeart som beskrevs av Wolfram Mey 1995. Gunungiella polyspinosa ingår i släktet Gunungiella och familjen stengömmenattsländor. Inga underarter finns listade i Catalogue of Life.